# 81 mm moździerz 81/14 Modello 35
Mortaio da 81/14 Modello 35 – włoski moździerz średni kalibru 81 mm używany w okresie II wojny światowej. W przeciwieństwie do wojsk innych państw, w których moździerze tego kalibru stanowiły broń batalionową, w armii włoskiej stanowiły one artylerię pułkową – na wyposażeniu każdego pułku znajdowało się 6 moździerzy tego typu, na poziomie dywizji znajdowało się 18 dodatkowych moździerzy.
Moździerz strzelał dwoma rodzajami pocisków burzących – lekkim, ważącym 3,26 kg do walki na większą odległość i ciężkim (6,86 kg). Był bronią o typowej budowie systemu Stokesa–Brandta, ale dość lekką, o dużym zasięgu i przez to udaną.